# Florian David Fitz
Florian David Fitz, nome d'arte di Florian Ingo Ulrich Fitz (Monaco di Baviera, 20 novembre 1974), è un attore, regista e sceneggiatore tedesco.

## Biografia
Dopo aver lasciato la scuola ha seguito dei corsi di recitazione e canto a Boston e ha iniziato la sua carriera d'attore nel 1996, prima a teatro e poi al cinema.
Nel 2010 esordisce come sceneggiatore con il road movie "Vincent will meer", nel quale interpreta il personaggio principale affetto dalla sindrome di Tourette. Di questo film è stato prodotto un remake americano nel 2014 Viaggio verso la libertà (The Road Within) di Gren Wells con Dev Patel e Zoë Kravitz.
Dal 2007 al 2010 ha interpretato il ruolo principale nella serie televisiva Doctor's Diary - Gli uomini sono la migliore medicina.
Nel 2012 ha esordito come regista nella commedia Jesus liebt mich, adattamento del romanzo di David Safier, con Jessica Schwarz, dov'è protagonista e sceneggiatore.
Nel 2013 ha recitato a fianco di Henry Hübchen nella commedia familiare "Quality Time" ("Da geht noch was!"), nella quale interpreta un figlio alle prese con la crisi matrimoniale dei suoi genitori.
Insieme a Julia Koschitz, Jürgen Vogel, Miriam Stein, Volker Bruch e Hannelore Elsner recita nella tragicommedia Hin und weg di Christian Zübert.
Nel 2016 esce nelle sale italiane il suo film The Most Beautiful Day - Il giorno più bello, di cui è anche sceneggiatore, regista e attore insieme a Matthias Schweighöfer.

## Premi
Florian David Fitz ha vinto nel 2001 il Lecter Film Talent Award (Newcomer Award al Festival di Monaco di Baviera).
Ha vinto nel 2007 il premio Adolf Grimme per il miglior cast del film Meine verrückte türkische Hochzeit.
Nel 2008, è stato nominato come miglior attore non protagonista per Doctor's Diary - Gli uomini sono la migliore medicina
Nel 2010 ha vinto il premio Bambi per la sua performance in Vincent will Meer come Attore Nazionale.
Nel 2016 vince il premio Romy alla miglior sceneggiatura per The Most Beautiful Day - Il giorno più bello e il Goldene Henne.

## Attivismo
Florian David Fitz è da aprile 2010 patron di InteressenVerband Tic & Tourette-Syndrom e.V., un'associazione che si occupa di persone affette da tic e sindrome di Tourette.
Nel luglio 2010 ha assunto il patrocinio della associazione "AH-TA eV", specializzata in singoli casi, che si occupa di aiutare soprattutto i bambini nelle conseguenze della malattia, a questa associazione ha donato i ricavati nella sua ultima opera prima.

## Filmografia

### Attore

#### Cinema
- Hawaiian Gardens, regia di Percy Adlon (2001)
- Ice Planet, regia di Winrich Kolbe (2001)
- Raus ins Leben, regia di Vivian Naefe (2003)
- Shit Happens, regia di Clemens Pichler - cortometraggio (2003)
- Mädchen Mädchen 2, regia di Peter Gersina (2004)
- 3° kälter, regia di Florian Hoffmeister (2005)
- Men In the City (Männerherzen), regia di Simon Verhoeven (2009)
- Vincent will Meer, regia di Ralf Huettner (2010)
- Der Brand, regia di Brigitte Bertele (2011)
- Männerherzen... und die ganz ganz große Liebe, regia di Simon Verhoeven (2011)
- Die Vermessung der Welt, regia di Detlev Buck (2012)
- Hin und weg, regia di Christian Zübert (2014)
- Lügen und andere Wahrheiten, regia di Vanessa Jopp (2014)
- Die Lügen der Sieger, regia di Christoph Hochhäusler (2014)
- Benvenuto in Germania! (Willkommen bei den Hartmanns), regia di Simon Verhoeven (2016)
- Der Vorname, regia di Sönke Wortmann (2018)
- Das perfekte Geheimnis, regia di Bora Dagtekin (2019)
- I ribelli del weekend (Wochenendrebellen), regia di Marc Rothemund (2023)

#### Televisione
- Der Bulle von Tölz - serie TV, episodi 1x29 (2000)
- Das Psycho-Girl, regia di Martin Weinhart - film TV (2000)
- Verdammt verliebt - serie TV, 26 episodi (2000)
- Polizeiruf 110 - serie TV, episodi 31x10 (2002)
- Schulmädchen - serie TV, episodi 1x3 (2004)
- Einmal Bulle, immer Bulle - serie TV, episodi 1x5 (2004)
- Lolle (Berlin, Berlin) - serie TV, 8 episodi (2005)
- Ausgerechnet Weihnachten, regia di Gabriela Zerhau - film TV (2005)
- LiebesLeben - serie TV, 11 episodi (2005)
- Rosamunde Pilcher - serie TV, episodi 1x56 (2004)
- Liebe hat Vorfahrt, regia di Dietmar Klein - film TV (2005)
- Meine verrückte türkische Hochzeit, regia di Stefan Holtz - film TV (2006)
- Eine Chance für die Liebe, regia di Dirk Regel - film TV (2006)
- Leon & Lara, regia di Britta Sauer - film TV (2006)
- Das Beste aus meinem Leben - serie TV, episodi 1x2 (2006)
- Soko 5113 (SOKO München) - serie TV, episodi 28x5-31x7 (2005-2007)
- Noch einmal zwanzig sein, regia di Bettina Woernle - film TV (2007)
- Fast ein Volltreffer, regia di Oliver Dommenget - film TV (2007)
- Die ProSieben Märchenstunde - serie TV, episodi 4x4 (2007)
- Die Liebe ein Traum, regia di Xaver Schwarzenberger - film TV (2008)
- Die Wölfe - miniserie TV, episodi 1x1-1x3 (2009)
- Doktor Martin - serie TV, 12 episodi (2007-2009)
- Nachtschicht - serie TV, episodi 1x7 (2009)
- Amigo - Bei Ankunft Tod, regia di Lars Becker - film TV (2010)
- Doctor's Diary - Gli uomini sono la migliore medicina (Doctor's Diary - Männer sind die beste Medizin) - serie TV, 2 episodi (2008-2011)
- Kästner und der kleine Dienstag, regia di Wolfgang Murnberger - film TV (2016)
- Terror - Ihr Urteil, regia di Lars Kraume - film TV (2016)
- Das Signal - Segreti dallo spazio – miniserie (2024)

### Attore e regista

#### Cinema
- Jesus liebt mich (2012)
- The Most Beautiful Day - Il giorno più bello (Der geilste Tag) (2016)
- 100 Dinge (2018)